# Budd Hopkins
Elliot Budd Hopkins (15 tháng 6 năm 1931 – 21 tháng 8 năm 2011) là họa sĩ, tác giả và nhà UFO học người Mỹ. Ông là một nhân vật nổi bật trong hiện tượng người ngoài hành tinh bắt cóc và nghiên cứu liên quan đến UFO.

## Tiểu sử
Elliot Budd Hopkins sinh năm 1931. Ông lớn lên ở Wheeling, West Virginia. Ông sống chung với cha mẹ mình, Elliot B. Hopkins và Eleanor A. Hopkins, anh trai, Stuart, và chị gái, Eleanor. Năm lên hai tuổi, Hopkins mắc bệnh bại liệt. Trong quá trình phục hồi lâu dài, Hopkins phát triển niềm yêu thích cầm bút vẽ vời và màu nước, cuối cùng đưa ông đến Đại học Oberlin, Oberlin, Ohio, nơi ông tốt nghiệp cử nhân lịch sử nghệ thuật vào năm 1953. Chính tại đây, Hopkins đã tiếp xúc với nghệ thuật với "chữ A viết hoa", và tham dự buổi nghe giảng của Robert Motherwell lần đầu tiên giới thiệu cho ông về "cách tiếp cận tự động, theo cử chỉ mà Motherwell tán thành."
Từ Oberlin, Hopkins chuyển đến Thành phố New York, nơi ông gặp Franz Kline, Mark Rothko, Robert Motherwell, Willem de Kooning và các họa sĩ theo phái biểu hiện trừu tượng khác. Trong một thời gian, Hopkins theo học lịch sử nghệ thuật tại Đại học Columbia và làm công việc bán vé tại Bảo tàng Nghệ thuật Hiện đại. Thử nghiệm của ông với các kỹ thuật cắt dán và phong cách như một người theo trường phái biểu hiện trừu tượng, đã khiến ông được cả nước ca ngợi. Buổi biểu diễn cá nhân đầu tiên của Hopkins được tổ chức tại thành phố New York vào năm 1956, cùng năm ông gặp và kết hôn với người vợ đầu tiên sau mười ba năm, Joan Rich.
Năm 1976, Hopkins được nhận Học bổng Guggenheim về hội họa. Ông cũng nhận được một khoản tiền khen thưởng từ Quỹ Tài trợ Quốc gia về Nghệ thuật. Các bài viết của ông về nghệ thuật lần lượt xuất hiện trên các tạp chí và tập san, và ông từng giảng dạy tại nhiều trường nghệ thuật, bao gồm cả Trung tâm Nghệ thuật Truro tại Castle Hill. Năm 1993, ông được bầu vào Viện Hàn lâm Thiết kế Quốc gia với tư cách là thành viên Cộng sự và trở thành một Viện sĩ toàn phần năm 1994.
Sau khi xuất bản cuốn sách Missing Time vào năm 1981, nghiên cứu về UFO của ông bắt đầu được ưu tiên hơn so với sự nghiệp nghệ thuật. Là một nhà nhân văn tự xưng, Hopkins coi công việc của mình với các nạn nhân bị người ngoài hành tinh bắt cóc là một cách để thu hút sự chú ý đến một bộ phận khác của xã hội. Cuốn sách tiếp theo của ông có nhan đề Intruders: The Incredible Visitations at Copley Woods, xuất bản năm 1987, đã giúp đưa Hopkins trở thành một nhà lãnh đạo nổi bật trong phong trào UFO.
By 1973, Hopkins Đến năm 1973, Hopkins kết hôn với nhà phê bình nghệ thuật April Kingsley, cả hai có với nhau một cô con gái, Grace Hopkins Cuộc hôn nhân của họ kết thúc bằng ly hôn năm 1991. Năm 1989, Hopkins tổ chức quỹ Intruders Foundation ở Manhattan nhằm hỗ trợ cho các nạn nhân bị người ngoài hành tinh bắt cóc, tiến hành nghiên cứu và điều tra, đồng thời thúc đẩy nhận thức của công chúng về hiện tượng này. Bộ phim truyền hình năm 1992 Intruders có các nhân vật hư cấu dựa trên các tác phẩm của Hopkins và nhà tâm thần học John E. Mack, và giống như cuốn sách cùng tên của Hopkins, miêu tả các cảnh bắt cóc.

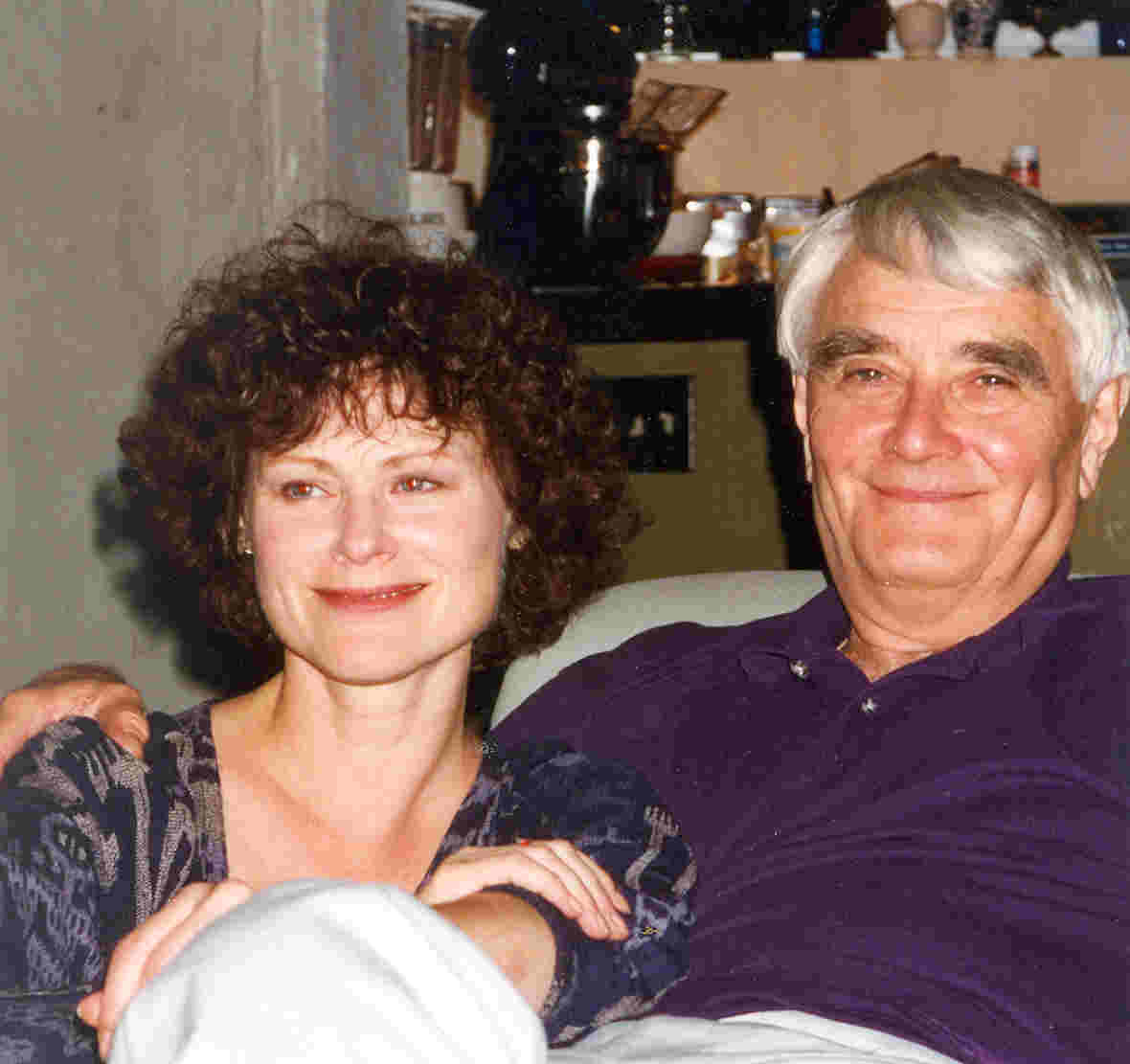
Budd Hopkins với vợ cũ và đồng tác giả, Carol Rainey, 1996.

In 1994, Hopkins Năm 1994, Hopkins gặp nhà văn, nhà làm phim Carol Rainey, về sau trở thành người vợ thứ ba của ông vào năm 1996. Họ chia sẻ niềm đam mê lẫn nhau về những câu chuyện bắt cóc người ngoài hành tinh và theo Rainey, có khả năng rằng con người trên Trái Đất có thể đã được "gieo mầm ở đây bởi những sinh vật cao cấp hoặc một Thực thể Lớn từ 'ngoài kia'." Hai người đồng viết một cuốn sách mang tên Sight Unseen, Science, UFO Invisibility and Transgenic Beings, xuất bản năm 2003. Họ đã kết hôn được 10 năm.
Cũng trong năm 1996, cuốn sách Witnessed: The True Story of the Brooklyn Bridge UFO Abductions của Hopkins được xuất bản. Cuốn sách miêu tả một vụ bắt cóc được cho là xảy ra vào cuối năm 1989 gần Cầu Brooklyn Bridge ở Thành phố New York.
Vào ngày 21 tháng 8 năm 2011, Hopkins qua đời do biến chứng của bệnh ung thư. Vào thời điểm qua đời, ông đang có mối quan hệ với nhà báo Leslie Kean.

## Nghiên cứu UFO
Khi còn nhỏ, Hopkins đã trực tiếp trải nghiệm vở kịch trên đài phát thanh năm 1938 của Orson Welles là The War of the Worlds. Điều này vừa khiến Hopkins và gia đình anh khiếp sợ, vừa để lại những vết sẹo tâm linh. Ông coi vở kịch này là một trò lừa bịp đầy kịch tính trên sân khấu  và vì nỗi sợ hãi thời thơ ấu của mình, ông cảm thấy nó làm tăng thêm sự hoài nghi của ông về các cuộc xâm lược của người ngoài hành tinh hơn là làm ông say mê với ý tưởng về nó.
Mối quan tâm của ông đối với UFO và các chuyến viếng thăm của người ngoài hành tinh đã được tiếp tục khi, vào tháng 8 năm 1964, Hopkins và hai người khác kể lại đã trải qua một ngày nhìn thấy một vật thể bay không xác định, hoặc UFO, dưới dạng một vật thể hình elip, sẫm màu ngoài khơi Cape Cod ở Truro, MA. Không hài lòng với phản ứng mà Hopkins nhận được khi báo cáo vụ việc cho Căn cứ Phòng không Quốc gia Otis gần đó, ông nghi ngờ có khả năng có sự che giấu của chính phủ. Hopkins bắt đầu đọc về UFOs và thu thập những câu chuyện về những người tuyên bố đã từng tiếp xúc với sinh vật ngoài hành tinh. Ông còn tham gia nhóm nghiên cứu UFO hiện đã không còn tồn tại Ủy ban Điều tra Quốc gia về Hiện tượng Không trung (NICAP).
Năm 1975, Hopkins được tiếp cận bởi George O'Barski người có chủ đích chứng kiến những thực thể ngoài hành tinh bước ra từ tàu vũ trụ và lấy mẫu đất tại Công viên North Hudson ở North Bergen, New Jersey. Hopkins, Ted Bloecher, lúc đó là giám đốc Mạng lưới UFO Song phương (MUFON) của bang New York, và Jerry Stoehrer, cũng của MUFON, đã điều tra vụ việc, phỏng vấn nhân chứng và lấy mẫu đất.
Sau khi câu chuyện của Hopkins về vụ O'Barski xuất hiện trong The Village Voice năm 1976, ông bắt đầu nhận được thư thường xuyên từ các nhân chứng UFO khác, bao gồm một vài trường hợp thời gian mất tích, những khoảng trống dường như không thể giải thích được trong ký ức của những người bị bắt cóc. Hopkins, sử dụng dữ liệu từ các cuộc điều tra của mình với Bloecher và nhà tâm lý học Aphrodite Clamar, đã mở rộng ý tưởng này trong cuốn sách Missing Time của mình.
Các mô hình hành vi được ngoại suy từ các bức thư của người bị bắt cóc đã khiến Hopkins xác định các phản ứng cảm xúc cốt lõi dựa trên trải nghiệm của họ: sợ hãi, kinh ngạc hoặc ngạc nhiên trước khả năng công nghệ của người ngoài hành tinh, tình cảm đối với những kẻ bắt giữ họ (mà ông ví như hội chứng "Patty Hearst"), tức giận và bất lực. Ông tin rằng người ngoài hành tinh hoặc không có khả năng hiểu được những tác động tâm lý của cuộc gặp gỡ với con người hoặc họ là một "chủng tộc nhẫn tâm, thờ ơ, vô đạo đức chỉ dựa vào việc thỏa mãn nhu cầu khoa học của chính mình bằng bất cứ giá nào đối với chúng ta."

## Người ngoài hành tinh bắt cóc
Hopkins thường được cho là đã phổ biến ý tưởng về những vụ người ngoài hành tinh bắt cóc làm thí nghiệm di truyền thông qua việc xuất bản cuốn sách Intruders của ông. Ông được một số người mệnh danh là "cha đẻ của phong trào bắt cóc".
Hopkins, cùng với Elizabeth Slater người đã tiến hành các bài kiểm tra tâm lý của những người bị bắt cóc, đã ví những trải nghiệm này giống như hành vi cưỡng hiếp, đặc biệt là vì mục đích khả năng sinh sản của con người. Trên thực tế, Hopkins có xu hướng loại bỏ trí nhớ có ý thức về việc lạm dụng của khách hàng để có thêm những lời giải thích về người ngoài hành tinh. Ông là một người theo thuyết báo động, chứ không phải là một nhà tâm linh, trong cách tiếp cận các cuộc viếng thăm của người ngoài hành tinh, tin rằng các cuộc viếng thăm là ngày tận thế và rằng không có điều tốt lành nào có thể xảy ra từ những cuộc gặp gỡ này. Ông mô tả trải nghiệm của các nạn nhân là mãnh liệt và y hệt như một cơn ác mộng.
Trong khi cả đàn ông và phụ nữ kể lại với Hopkins về các vụ người ngoài hành tinh bắt cóc bao gồm quan hệ tình dục, được cho là vì một số dạng thức ưu sinh ngoài Trái Đất, phụ nữ nói riêng dường như là một phần của "kế hoạch thực dân hóa công nghệ cao." Theo báo cáo, những nạn nhân này đã được đưa lên tàu vũ trụ, được người ngoài hành tinh thụ thai, sau đó khi đứa trẻ lai phát triển, họ quay trở lại tàu để lấy thai nhi và giao cho cha mẹ người ngoài hành tinh. Cha mẹ người ngoài hành tinh, có chủ đích, có khả năng giao tiếp thần giao cách cảm với con họ. Đôi khi, theo báo cáo của các nạn nhân như Hopkins kể lại, cha mẹ loài người được phép nhìn thấy con cái lai giữa người và người ngoài hành tinh của họ. Theo Hopkins, một khi là nạn nhân, người bị bắt cóc bất lực trước các cuộc xâm nhập và dễ bị bắt cóc thêm lần nữa có thể kéo dài đến con cái (con người) của họ. "Nếu mọi người đã từng có một lần bị bắt cóc," Hopkins nói, "thì họ sẽ có những người khác."
Những người chỉ trích lời khẳng định của Hopkins về những vụ người ngoài hành tinh bắt cóc cho rằng hiện tượng người ngoài hành tinh bắt cóc không quá bí ẩn như Hopkins tưởng. Theo các nhà nghiên cứu như Ronald K. Siegel ở Đại học California, Los Angeles, hiện tượng này được giải thích là hệ quả của "sức mạnh ảo giác bình thường của não."
Bóng đè, chẳng hạn, có thể tạo ra cảm giác rằng một người bị tê liệt hoặc khó cử động. Nó cũng có thể tạo ra hiệu ứng nổi hoặc cảm giác trải nghiệm ngoài cơ thể. Tình trạng bóng đè xảy ra trong thời gian chuyển tiếp và người bệnh ở trạng thái giống như mơ, ảo giác có thể xảy ra ngay trước khi ngủ (ảo giác hynogogic) hoặc ngay sau đó (ảo giác hypnopompic). Những ảo giác này có cảm giác như thật đối với người trải qua bóng đè và thường có thể đi kèm với các đặc điểm cảm giác: mùi mốc, âm thanh xáo trộn, nhìn thấy ma, người ngoài hành tinh và quái vật. Nhà thần kinh học Michael Persinger của Đại học Laurentian ở Greater Sudbury, Ontario, Canada, tin rằng những cảm giác này có thể xảy ra một cách tự phát ở một số người, trong trường hợp hoàn cảnh phù hợp, dẫn đến loại cảm giác "vô cùng ý nghĩa và sợ hãi" đôi khi được thể hiện bởi những nhạn nhân bị người ngoài hành tinh bắt cóc.
Hopkins bác bỏ ý tưởng về bóng đè, gọi nó là "lời giải thích to tát", và một lời giải thích không thỏa đáng cho những người trải qua các vụ bắt cóc bên ngoài phòng ngủ.

## Thăm dò dư luận Roper
Hopkins hợp tác với David M. Jacobs, giáo sư lịch sử tại Đại học Temple, Philadelphia, PA, và John Mack, giáo sư tâm thần học tại Đại học Harvard, Cambridge, MA, để thiết kế một cuộc thăm dò dư luận Roper để tìm ra bao nhiêu trong số gần 6.000 người được hỏi đã trải qua những gì mà ba người được cho là triệu chứng cho thấy các vụ người ngoài hành tinh bắt cóc. Cuộc thăm dò được công bố vào năm 1991. Nếu tính chung cho dân chúng, kết quả khảo sát chỉ ra rằng vài triệu người Mỹ thường xuyên bị ảnh hưởng bởi các vụ người ngoài hành tinh bắt cóc. Những người chỉ trích cuộc khảo sát đã tự đặt câu hỏi về tính hợp lệ của các câu hỏi khảo sát và chỉ ra sự bất hợp lý rằng trung bình 340 người Mỹ có thể bị bắt cóc hàng ngày, với thực tế là cho đến nay không có bằng chứng xác thực nào cho bất kỳ vụ bắt cóc nào của UFO cả.

## Ấn phẩm
- Missing Time: A Documented Study of UFO Abductions (1981) ISBN 978-0399901027
- Sacred Spaces: The Book of Temples/The Book of Guardians/The Book of Altars (1983)
- Intruders: The Incredible Visitations at Copley Woods (1987) ISBN 978-0394560762
- Witnessed: The True Story of the Brooklyn Bridge UFO Abductions (1996) ISBN 978-0671569150
- Sight Unseen: Science, UFO Invisibility, and Transgenic Beings (2003), với Carol Rainey ISBN 978-0743412186
- Art, Life and UFOs: A Memoir (2009) ISBN 978-1933665412